# Calcatodrillia
Calcatodrillia is een geslacht van weekdieren uit de klasse van de Gastropoda (slakken).

## Soorten
- Calcatodrillia chamaeleon Kilburn, 1988
- Calcatodrillia hololeukos Kilburn, 1988